# Holzstraße 15 (Düren)

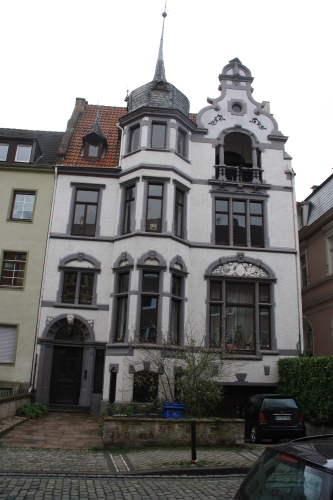
Das Haus Holzstr. 15

Das Wohnhaus Holzstraße 15 ist ein denkmalgeschütztes Gebäude in Düren (Nordrhein-Westfalen). Es steht in der Holzstraße in der Innenstadt, in der noch mehrere denkmalgeschützte Gebäude stehen.
Das Haus wurde um 1880 erbaut. Die zweigeschossige Halbvilla mit Giebelgeschoss hat ein hohes Sockelgeschoss. Die Putzfassade hat eine Werksteingliederung. Auf dem dreigeschossigen Erkerturm sitzt eine achtseitig geschweifte Schieferhaube mit lanzenartiger Spitze.
Das Bauwerk ist unter Nr. 1/033 in die Denkmalliste der Stadt Düren eingetragen.